# Toledo Tornadoes
Die Toledo Tornadoes waren ein US-amerikanisches Footballteam aus Toledo, Ohio. 

## Geschichte
Die Toledo Tornadoes wurden in den späten 1950er Jahren gegründet und spielten anfangs in der American Football Conference, einer Liga im oberen Mittelwesten. Erster Head Coach wurde Bob Snyder, ein ehemaliger NFL-Spieler. Zum ersten Präsidenten wurde Irv Smilo ernannt. 1962 wechselten sie in die United Football League, einer Minor League im Nordosten der USA. 1962 war die beste Saison der Tornadoes, da sie es mit einer Bilanz von 10:3 in das Championship Game schafften, wo sie jedoch gegen die Wheeling Ironmen verloren. Nach der Auflösung der UFL nach der Saison 1964 entschied das Board of Directors der Tornadoes im Februar 1965, die Mannschaft aufzulösen, da man Schulden in Höhe von 53.111 $ hatte.